# U 569
U 569 war ein deutsches Unterseeboot der Klasse VII C, das im Zweiten Weltkrieg von der Kriegsmarine eingesetzt wurde. Das U-Boot konnte auf seinen neun Feindfahrten nur ein Schiff versenken und eins beschädigen, wobei zusammen fünf Menschen starben, und galt deshalb als besonders erfolglos. Am 22. Mai 1943 wurde das U-Boot im Nordatlantik von US-amerikanischen Flugzeugen schwer beschädigt und dann selbstversenkt. 21 Mann starben, und 25 gerieten in kanadische, später US-amerikanische Kriegsgefangenschaft.

## Geschichte
U 569 wurde am 24. Oktober 1939 bei Blohm & Voss in Auftrag gegeben. Die Kiellegung unter der Bezeichnung „Neubau 545“ war am 21. Mai 1940, der Stapellauf erfolgte am 20. März 1941 und die Indienststellung unter Oberleutnant zur See Hans-Peter Hinsch fand am 8. Mai 1941 statt.
Das Boot unterstand zunächst zur Ausbildung seiner Besatzung der in Kiel stationierten 3. U-Flottille, bis es im August 1941 der gleichen Flottille als Frontboot im besetzten französischen La Pallice unterstellt wurde. Das Turmemblem des Bootes war das Wort „Los gehts“ mit einer Kompassrose zwischen den Worten. Als Mützenabzeichen führte die Besatzung einen schwarzen Regenschirm. Da das Boot als das „älteste“ der 3. U-Flottille galt, wurde U 569 im Stützpunkt La Pallice „Der alte Hase“ genannt.
Zwischen dem 11. August 1941 und dem 22. Mai 1943 führte das Boot neuen Unternehmungen durch – sieben unter Kapitänleutnant Hinsch, zwei unter Oberleutnant Johannsen, wobei allerdings nur ein Schiff (das britische Handelsschiff Hengist) mit 984 BRT versenkt wurde, wobei drei Menschen starben und 29 überlebten, und ein Schiff (das britische Handelsschiff Pontypridd) mit 4458 BRT beschädigt wurde, das kurz darauf durch einen Torpedo von U 94 versenkt wurde, wobei zwei Menschen starben und 45 von HMCS Chambly (K 116) gerettet wurden, während der Kapitän als Kriegsgefangener an Bord von U 569 genommen wurde.

## Einsatzfahrten
Am 5. Juli 1941 liefen U 569, U 568 unter Kptlt Preuss und U 206 unter Oblt Opitz von Kiel aus und verlegten nach Horten, wo alle Boote zur AGRU-Front Süd kamen. Zunächst verlegten die drei Boote nach Trondheim, wo bei der 25. U-Flottille das Torpedoschießen geübt wurde. Vom 26. Juli bis zum 11. August lag U 569 in der Werft, wo es schließlich zu seiner ersten Unternehmung ausgerüstet wurde.
U 569 lief am 11. August in den Nordatlantik aus. Als Operationsgebiete waren die Gebiete südwestlich von Island und Irland vorgesehen. Auf dieser 41 Tage dauernden Fahrt legte das Boot etwa 6.341 sm zurück, doch musste die Unternehmung wegen schweren Wasserbombenschäden frühzeitig abgebrochen werden. Das Boot lief am 21. September 1941 in St. Nazaire ein.
Am 12. Oktober 1941 verließ U 569 Saint-Nazaire zu einer 30 Tage langen Unternehmung im Nordatlantik und insbesondere östlich von Neufundland. Es gab erneut keine Versenkungen oder Beschädigung, und das Boot kehrt am 12. November nach Saint-Nazaire zurück.
Das Boot lief am 10. Dezember 1941 zu einer neuen Unternehmung aus. Als Operationsgebiete waren der Nordatlantik und das Gebiet um Gibraltar vorgesehen, wo U 569 nächtens durch die Straße von Gibraltar brechen sollte. Dieser Versuch musste jedoch kurz vor Gibraltar abgebrochen werden, weil das Boot beim Angriff eines britischen Swordfish Torpedobombers durch Wasserbomben erhebliche Beschädigungen erlitten hatte. Das Boot ging daraufhin bis Ende Februar 1942 in die Werft zur Reparatur.
Die vierte Unternehmung begann am 26. Februar 1942 und dauerte 35 Tage. Das Boot sollte im Nordatlantik südwestlich von Island patrouillieren. Am frühen Abend des 8. März griff Hinsch den britischen Dampffrachter Hengist (894 BRT) der in Leith ansässigen Currie-Reederei an. Er traf die Hengist zunächst um kurz nach sieben mit einem Torpedo, dann erneut um kurz nach acht. Drei britische Seeleute kamen ums Leben. Die einundzwanzig Überlebenden der Hengist wurden später vom französischen Fischdampfer Groenland gerettet und nach Loch Ewe gebracht. Das Boot kehrte Anfang April nach Nordfrankreich zurück und lief in La Pallice ein.
Am 4. Mai 1942 verließ U 569 La Pallice zur nächsten Unternehmung im Nordatlantik östlich der Neufundlandbank. U 569 verabredete sich für den 27. Mai mit U 116 unter Korvettenkapitän Werner von Schmidt, das U 569 mit 36 m³ Brennstoff und am 29. Mai mit Proviant für 14 Tage versorgte. Das Boot stieß am 11. Juni auf den britischen Frachter Pontypriydd (4.458 BRT), konnte diesen jedoch nur beschädigen.
Die sechste Unternehmung des Boots begann am 4. August 1942 und ging erneut in das Gebiet östlich von Neufundland. Das Boot traf sich am 1. September mit dem „Milchkuh“-Boot U 462, von dem es 57,2 m³ Brennstoff, 1,3 m³ Motorenöl und Proviant für 14 Tage erhielt. Am 1. Oktober erhielt es von U 380 noch einmal 15 m³ Brennstoff. Beim einzigen Auffinden eines feindlichen Schiffes kam es zu einem Torpedoversager, sodass auch auf dieser Fahrt keine Versenkungen erzielt wurden.
Das Boot verließ La Pallice am 25. November 1942 zu einem 32 Tage währenden Einsatz westlich von Irland und südlich von Island, wobei es den U-Boot-Gruppen „Draufgänger“ und „Ungestüm“ angehörte. Wiederum wurden keine Erfolge erzielt. Das Boot lief am 28. Dezember in La Pallice ein. Kommandant
Am 7. Februar 1943 lief U 569 aus La Pallice unter dem neuen Kommandanten Hans Johannsen zu seiner achten Unternehmung aus. Es operierte 33 Tage nördlich der Azoren und danach südwestlich von Irland, doch konnte erneut keine Versenkungen erzielen, obwohl drei Dampfer torpediert wurden. Das Boot traf sich am 28. Februar mit dem „Milchkuh“-Boot U 461, von dem es 18 m³ Brennstoff und ein Metox-Gerät erhielt. Das Boot lief am 13. März wieder in La Pallice ein.
U 569 legte am 19. April 1943 um 21:15 Uhr zum letzten Mal aus La Pallice ab und lief zu seiner letzten Unternehmung aus. Es operierte im mittleren Nordatlantik und traf sich am 16. und 17. Mai mit U 459, von dem es 70 m³ Brennstoff, 4000 l Motorenöl und 1.900 kg Proviant erhielt. Auch auf dieser Fahrt konnten keine feindlichen Einheiten versenkt oder beschädigt werden.

## Versenkung

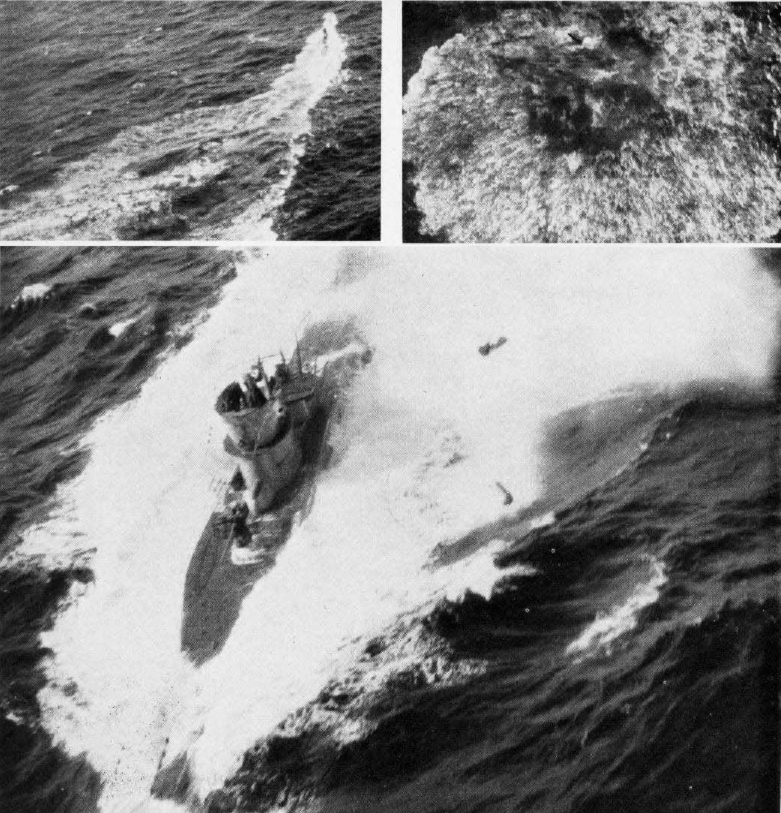
U 569 aus dem Cockpit einer Avenger

Am 22. Mai 1943 wurde U 569 an der Wasseroberfläche von den Avenger Bombern T 6 und T 7 des US-Escort-Carriers Bogue entdeckt und mit acht Wasserbomben attackiert. Das Boot tauchte zunächst ab, doch auf Grund der Schäden gab es Wassereinbrüche, und es musste wieder auftauchen. Hans Johannsen ließ ein Taschentuch als Weiße Fahne hissen, doch war es zu klein. Die Flugzeuge griffen von beiden Seiten an, so dass die Männer an Deck ins Wasser sprangen, und durch den hohen Wellengang gingen viele verloren. Erst als ein Laken gehisst wurde, stellten die Flugzeuge das Feuer ein. Das inzwischen schwer beschädigte U-Boot wurde bei der Annäherung des kanadischen Zerstörers St. Laurent von der eigenen Besatzung selbstversenkt. 21 Mann von U 569 starben, doch überlebten 25 Mann, darunter auch der Kommandant Hans Johannsen. Sie wurden von der St. Laurent als Kriegsgefangene an Bord genommen. Ein kanadischer Offizier sprang, gesichert mit einer Leine, ins Wasser und rettete so zwei U-Boot-Fahrer, die am Ertrinken waren und nicht mehr selbst hochklettern konnten. Die Gefangenen wurden zunächst in St. John’s (Neufundland) an Land gebracht. Ein Mann war so schwer verwundet, dass er in einem kanadischen Krankenhaus behandelt wurde, während die übrigen 24 zum Verhör in die Vereinigten Staaten gebracht wurden.
Der Kommandant Hans Johannsen von U 569 nahm im Februar 1944 mit vier weiteren vormaligen U-Boot-Kommandanten an einem Ausbruch aus dem Gefangenenlager Camp Papago Park bei Phoenix (Arizona) teil und entkam mit zwei Kameraden zunächst über die mexikanische Grenze, wurde von den Mexikanern aber wieder an die US Army ausgeliefert und nach Papago Park zurückgebracht.
Das Wrack liegt auf der Position 50°40' N, 35°21' W im ehemaligen Marineplanquadrat BD 1341.

## U-Bootgruppen, mit welchenU 569vor seiner Versenkung operierte
| Name        | Zeit                                    |
| ----------- | --------------------------------------- |
| Grönland    | 14. August 1941 bis 27. August 1941     |
| Markgraf    | 27. August 1941 bis 16. September 1941  |
| Schlagetot  | 20. Oktober 1941 bis 1. November 1941   |
| Raubritter  | 1. November 1941 bis 8. November 1941   |
| Westwall    | 2. März 1942 bis 12. März 1942          |
| York        | 12. März 1942 bis 26. März 1942         |
| Hecht       | 8. Mai 1942 bis 18. Juni 1942           |
| Lohs        | 11. August 1942 bis 21. September 1942  |
| Draufgänger | 1. Dezember 1942 bis 11. Dezember 1942  |
| Ungestüm    | 11. Dezember 1942 bis 22. Dezember 1942 |
| Robbe       | 16. Februar 1943 bis 26. Februar 1943   |
| Amsel 3     | 3. Mai 1943 bis 6. Mai 1943             |
| Rhein       | 7. Mai 1943 bis 10. Mai 1943            |
| Elbe 1      | 10. Mai 1943 bis 14. Mai 1943           |
| Mosel       | 19. Mai 1943 bis 22. Mai 1943           |